# Краснооктябрьское сельское поселение (Омская область)
Краснооктябрьское се́льское поселе́ние — муниципальное образование в Черлакском районе Омской области Российской Федерации.
Административный центр — село Красный Октябрь.

## История
Статус и границы сельского поселения установлены Законом Омской области от 30 июля 2004 года № 548-ОЗ «О границах и статусе муниципальных образований Омской области»

## Население
| 2010  | 2011  | 2012  | 2013  | 2014  | 2015  | 2016  |
| ----- | ----- | ----- | ----- | ----- | ----- | ----- |
| 1805  | ↘1798 | ↘1759 | ↗1766 | ↘1711 | ↘1693 | →1693 |
| 2017  | 2018  | 2019  | 2020  | 2021  | 2023  |       |
| ↘1652 | ↘1611 | ↘1574 | ↘1558 | ↘1360 | ↘1303 |       |

Гендерный состав
По данным Всероссийской переписи населения 2010 года в гендерной структуре населения из 1805 человек мужчин — 874, женщин — 931 (48,4 и 51,6 % соответственно).

## Состав сельского поселения
| № | Населённый пункт | Тип населённого пункта       | Население |
| - | ---------------- | ---------------------------- | --------- |
| 1 | Красный Октябрь  | село, административный центр | 1307      |
| 2 | Лесная База      | деревня                      | 95        |
| 3 | Михайловка       | деревня                      | 179       |
| 4 | Целинное         | деревня                      | 224       |